# 中国流亡文学
中国流亡文学是中华民国一个小说流派，它诞生于五四运动时期，主要内容是乡土小说。

## 风格
中国流亡文学注重现实主义，包括审美化、地域化、民族化，他们深受西方文学的影响，目睹中国变化巨迁，看到农村和城市的巨大发展差距，陷入痛心、忧愁、孤独、苦闷的精神境地，其内容大多描写农村社会和农民，包含了乡愁。流亡文学写出了农民被地主和资本家压迫和剥削的现实，看到了近代中国阶级斗争的白热化，同时也批判农民的封建思想、封建习俗。

## 代表人物
- 鲁彦，《菊英的出嫁》
- 蹇先艾《水葬》